# Mastixis infuscata
Mastixis infuscata là một loài bướm đêm trong họ Noctuidae.